# Edifício Tonelli

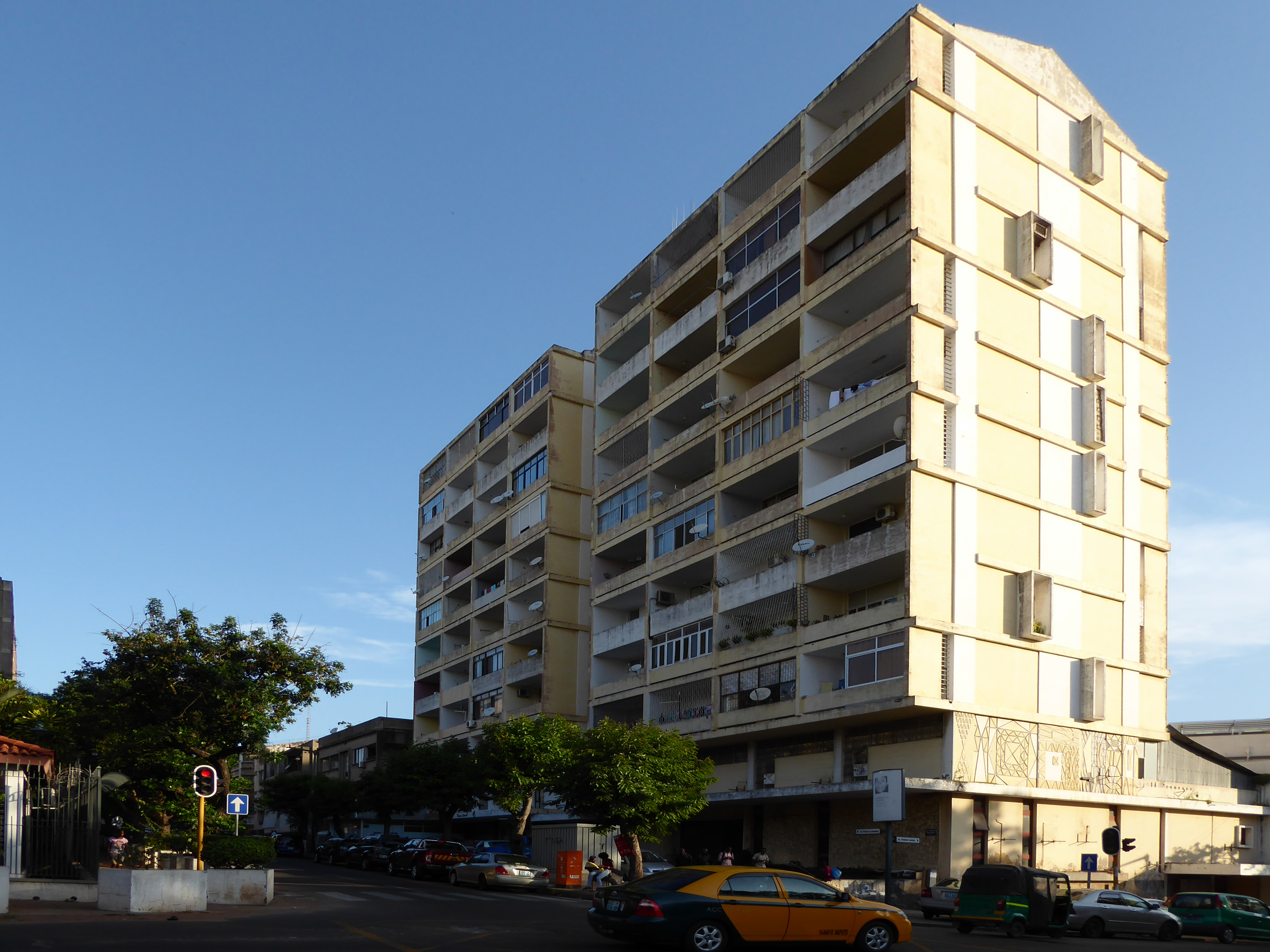
Edifício Tonelli, entworfen von Pancho Guedes, zwischen 1954 und 1958 errichtet.

Das Edifício Tonelli ist ein Wohn- und Geschäftsgebäude in der mosambikanischen Hauptstadt Maputo. Das 1954–58 von Pancho Guedes entworfene Gebäude befindet sich an der Straßenecke Avenida Vladimir Lenine/Avenida Patrice Lumumba/Rua do Rádio, die Adresse ist Avenida Patrice Lumumba 1191-1217. Es ist von den Anfängen durch die Einflüsse der frühen Moderne geprägt. Das zwölfstöckige Gebäude ist durch seine Lage auf dem Hang von Maxaquene auch weithin sichtbar.

## Geschichte
Pancho Guedes entwarf das Gebäude im Auftrag des italienischen Ingenieurs Franco Tonelli. Der städtische Bebauungsplan von João Aguiar – daher auch unter dem Namen Plano Aguiar bekannt – sah an dieser Stelle eine Mischnutzung aus Büros und Wohnen vor. Guedes entwarf ein zwölfstöckiges Gebäude, das allein durch seine Größe bereits neue Dimensionen in der städtischen Architektur erreichte. Grund dafür war vor allem der Preisanstieg für Wohnraum, nachdem bereits in den 1940er und 1950er Jahren zahlreiche Portugiesinnen und Portugiesen das Mutterland verlassen und sich in der Kolonie Mosambik niedergelassen hatten. Ursprünglich war geplant, dass das Bauwerk das erste einer Gruppe von fünf Bauwerk auf dem Hang Maxaquene sein sollte. Zu einer Verwirklichung der anderen vier Häuser gab es jedoch nicht.
Ursprünglich war angedacht, dass Guedes das Gebäude entwirft und der Auftraggeber Tonelli beziehungsweise sein Bauunternehmen dieses anschließend selbst errichtet. Tonelli selbst hatte jedoch zu Beginn des Baus zu viele Schulden angehäuft, sodass ein Subunternehmen der staatlichen Banco Nacional Ultramarino (BNU) diese Aufgabe übernahm. Nach Fertigstellung ging das Haus auch in das Eigentum der Kolonialbank über und wurde so eines der ersten Angestelltenhäuser des Kreditinstituts.

### Aufbau

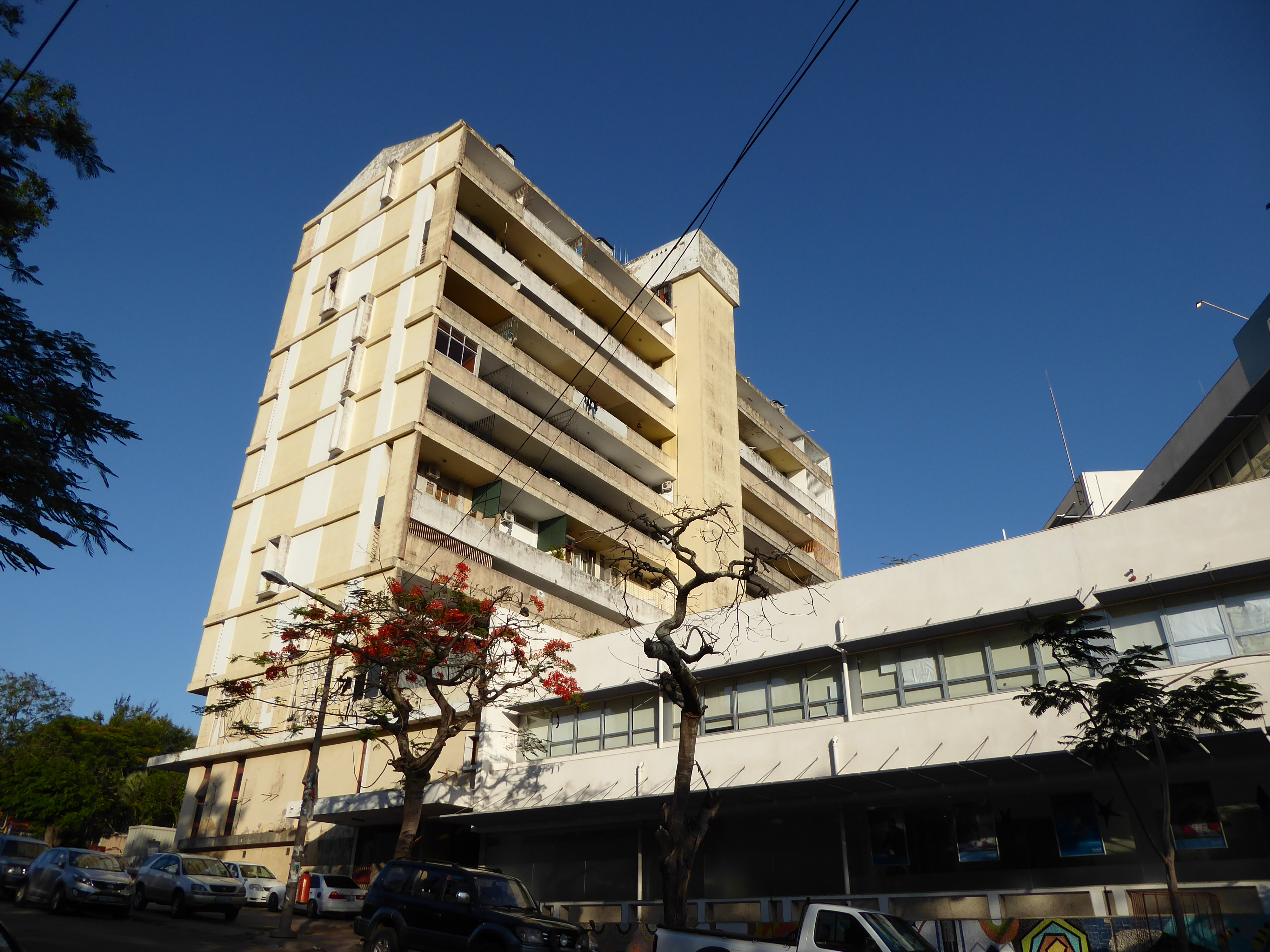
Ansicht des Gebäudes von Süden

Das Gebäude zeichnet sich durch seine Zweiteilung in Wohn- und Geschäftsflächen aus. Die ersten drei Stockwerken sind für Geschäfte, Lager und Garagen gedacht, die restlichen neun für Wohnen. Der Hauptzugang befindet sich zur heutigen Avenida Patrice Lumumba (früher Avenida Miguel Bombarda). Guedes nutzte die Hanglange um ein Souterraingeschoss zu planen, sodass der Zugang direkt zum ersten Stockwerk führt.
Markant für das Gebäude sind zwei Aspekte: Einerseits sind die unteren, für Geschäfte gedachte Flächen leicht zurückgesetzt, die Wohngeschosse wirken dadurch etwas überstehend. Gleichzeitig dient die Fassadenkunst als optischer Trenner zwischen beiden Bereichen. Ebenfalls markant für das Gebäude ist seine Zweiteilung in den östlichen und westlichen Flügel, die durch die Anordnung des Treppenhauses in der Mitte erreicht wird.
Das gesamte Gebäude umfasst 56 Wohnungen, davon 40 Einzimmer-Wohnungen mit 52 Quadratmetern und 16 Vier-Zimmer-Maisonette-Wohnungen mit 104 Quadratmetern. Die Wohnungen werden über Galerien auf der Südseiten des Hauses betreten. Vor allem die Wohnzimmer und Balkons der 56 Wohnungen sind in Richtung Nordwesten ausgerichtet und erhalten dadurch viel Licht. Die Küchen und Waschbereiche (in den Vier-Zimmer-Wohnungen) haben dagegen weniger Licht und befinden sich daher durchgängig auf südwestlicher Seite. Die Bäder und Toiletten sind innenräumig und haben keine Fenster. Gueden selbst war eine bessere Ausleuchtung der Wohnungen wichtiger als ein Blick auf das Meer. Die Galerien für die Ein-Zimmer-Wohnungen sind durchgängig drei Meter breit. Für die Vier-Zimmer-Wohnungen schuf Guedes separierte Galerien für die Angestellten mit zwei Meter Breite und für die Bewohnenden mit vier Meter Breite. Insgesamt sind die Vier-Zimmer-Wohnung komplett zwischen Angestelltenbereich und Wohnbereich getrennt, ein Ausdruck der kolonialen Gesellschaftsstruktur der Zeit.

### Stil

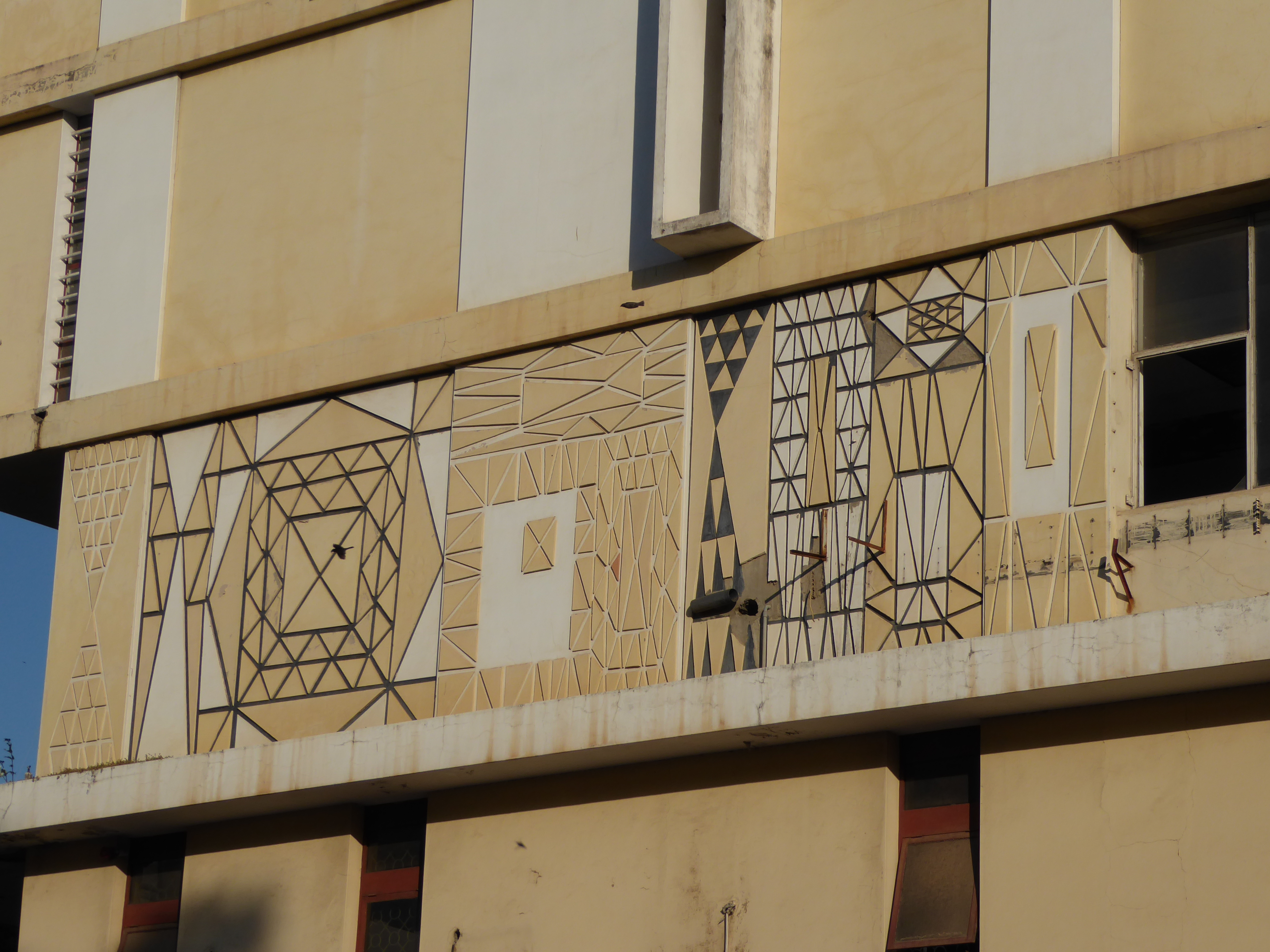
Fassadenkunst von Guedes

Die Fassade entspricht den typischen Merkmalen der frühen architektonischen Moderne. Guedes selbst bezeichnete das Haus auch als „bewohnbares Regal“ (prateleira habitável). Der „Regaleffekt“ wird durch die strengen Horizontalen erzeugt, die in jedem Stockwerk die gleichen Maße haben, insbesondere die 5,30 Meter langen Balkons. In diesen Stockwerken befindet sich die „bewohnbaren Kästen“ (caixas habitáveis), jeweils 5,20 Meter breit und 10,30 Meter lang, was in etwa einem Breiten-/Längenverhältnis von 1:2 entspricht.
Durch die strengen Horizontalen und die quasi separierbaren Wohneinheiten folgte Guedes stark den Idealen von Le Corbusier's Unité d'habitation und seinen Machines à habiter. Gleichzeitig, so Miguel Santiago, sei eine Distanzierung von Le Corbusier zu erkennen: Allein die Verwendung bestimmter Materialien wie auch die beschriebene (optische) Zweiteilung zwischen Wohnen und Arbeit wie auch zwischen linken und rechtem Hausflügel brächen mit Le Corbusiers Doktrinen. Auch Ana Magalhães bezeichnet das Werk als eine „Interpretation des frühen corbusianischen Prototyps“. Vom Architekturstil entsprechen unter anderem seine Werke Edifício Dragão (1951–53), das Edifício para António Fernandes (1955) und die Apartamentos e Lojas na Maxaquene (1956) dem Stil des Edifício Tonelli. Das Prédio TAP/Montepio de Moçambique (1960) des Architekten Alberto Soeiro entspricht ebenfalls diesem Stil.
An drei Seiten des Gebäudes – zum heutigen Jardim Tunduru (Westen), auf der Balkonseite (Norden) und auf der Galerie-Seite (Süden) – ließ Guedes von ihm selbst entworfenen dekorative Fassadenkunst aus Gips anbringen. Die mit Farbe und Gravuren im Putz gestaltete Kunst soll der des Mapogga-Volkes ähneln. Ähnlichkeiten sind dabei vor allem mit der am Bloco Habitacional O Leão Que Ri (1957) angebrachten Kunst zu erkennen.

### Veränderungen

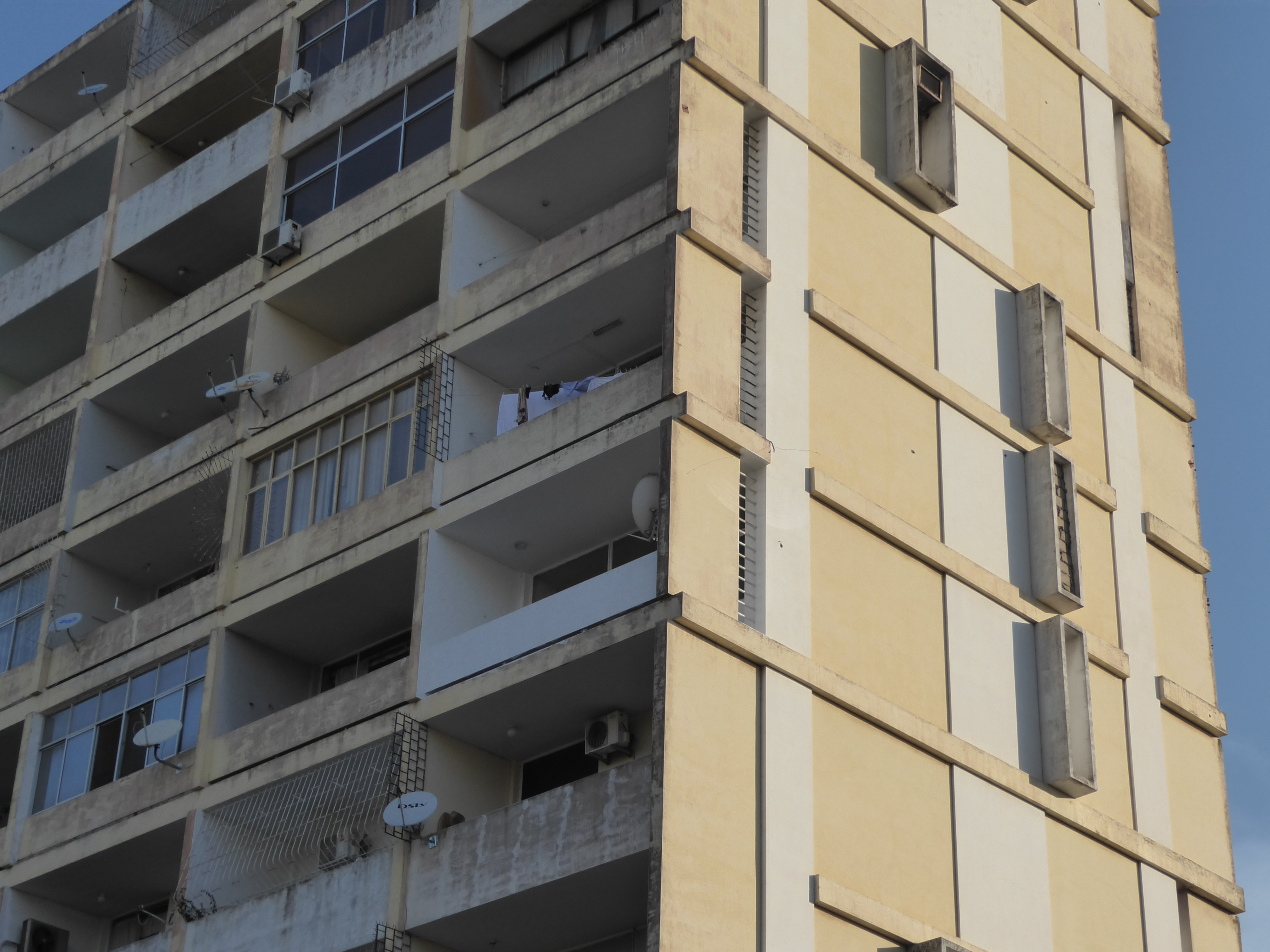
Blick auf die Balkons. Das Gebäude umfasst insgesamt 56 Wohnungen.

Ursprünglich war für die Hälfte des fünften Stockwerks keine klassischen Wohnungen vorgesehen, sondern umfasste elf Schlafsäle und vier Bäder für sogenannte „indigene Angestellte“. Dies erwies sich jedoch bereits kurz nach Eröffnung als nicht zweckmäßig. 1968 beauftragte der Eigentümer Fundo do Investimento do Ultramar Guedes mit einem Umbau des Stockwerks. Diese wurden zu Ein-Zimmer-Wohnungen umgebaut, mussten jedoch aufgrund der beengten Platzverhältnisse an diese Stelle auf gut zwei Meter Eingangsbereich verzichten.
Neben dem Umbau des fünften Stockwerks, wurde später auch auf das Souterrain-Geschoss verzichtet beziehungsweise zu- und umgebaut. Im Rahmen dieses Umbau wurden auch einige größere dekorativen Fassadenelemente von Guedes zerstört, sodass nur noch die Elemente an der nordwestlichen, schmalen Seite vorhanden sind.
Das Gebäude wird bis heute noch bewohnt. Im Erdgeschoss befindet sich unter anderem ein Restaurant. Zeitweise waren im ersten und zweiten Stock Behörden der Zentralregierung untergebracht.
Das Gebäude steht nicht unter Denkmalschutz, ist jedoch in der portugiesischen Denkmaldatenbank Sistema de Informação para o Património Arquitectónico, die auch Werke ehemaliger portugiesischer Kolonien umfasst, unter der Nummer 31724 gelistet.